# Інформаційне агентство Туран
Інформаційне агентство Туран (азерб. Turan İnformasiya Agentliyi) — інформаційне агентство, що базувалося в Баку, Азербайджан. Воно публікувало новини трьома мовами: азербайджанською, англійською та російською.
Агентство розміщувало статті в Інтернеті та періодично видавало бюлетені.
13 лютого 2025 року на його вебсайті було опубліковано заяву директора, Мехмана Алієва, в якій йшлося про те, що з фінансових причин Туран «призупинить діяльність агентства у його нинішньому форматі».